# 秩父夜祭

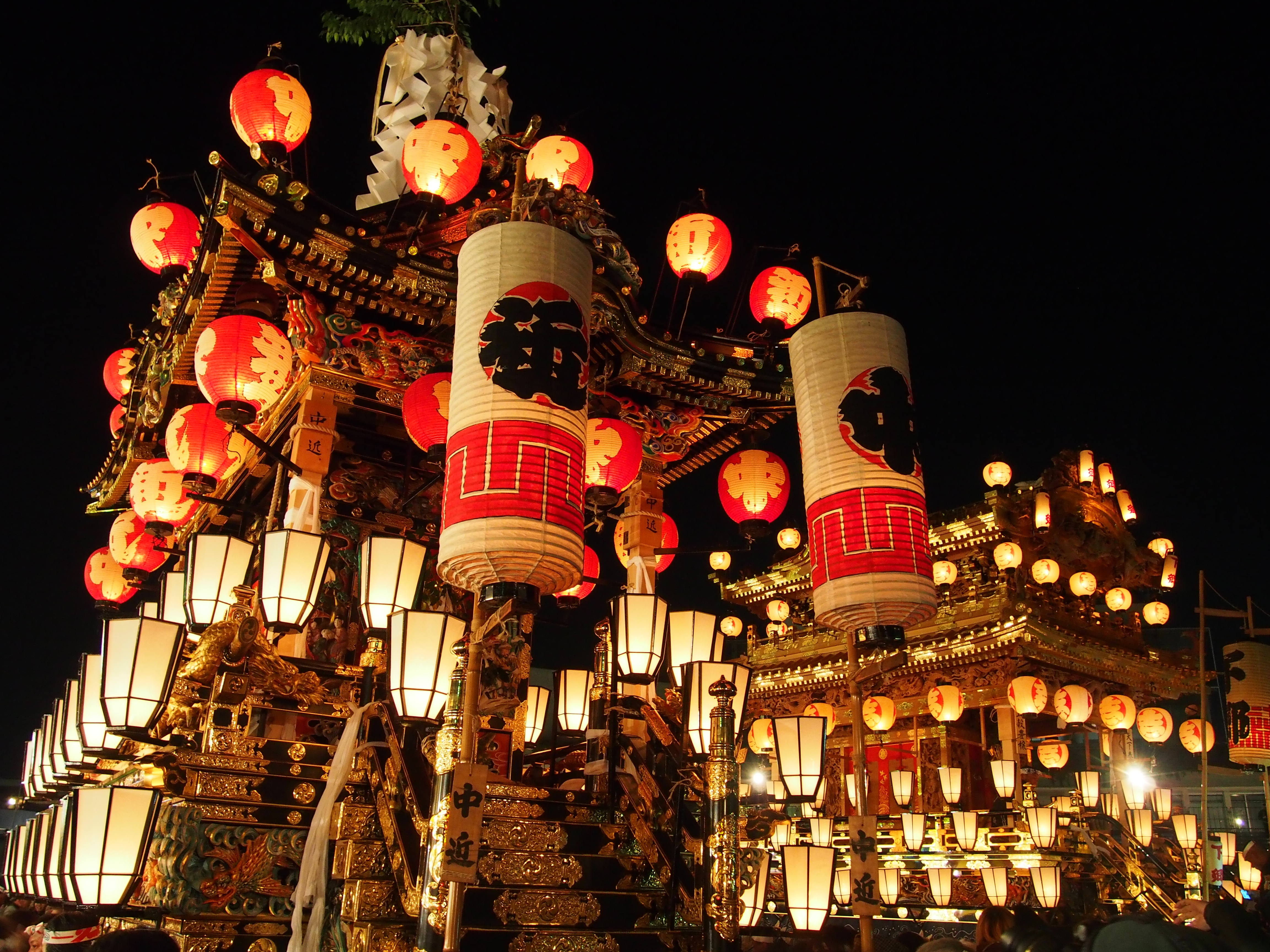

秩父夜祭是每年12月2日、3日在埼玉縣秩父市的秩父神社舉辦的祭典，開始的時間已不可考。目前的文獻顯示，古代的秩父神社在創建之初就已經有神事祭典。鎌倉時代時，秩父神社和妙見菩薩開始了合祀活動，遂將秩父神社改名為「秩父妙見宮」。接下來在鎌倉幕府的支持下，除了今天的大祭外，還多了名為「神馬奉獻祭」的祭典。
江戶時代時，「妙見大祭」通稱為「霜月大祭」。祭典在日本陰曆的11月1日至6日舉行，位於今天秩父市中央地區一帶（古稱大宮鄉）。上町、下町、本町，還有鄰近的村落，都會將其生產的絹布、紡織品等等，帶至霜月大祭的活動地點，供前來觀禮的商人、布商選購，是為當年當地重要的紡織工業市集。
江戶幕府時代，對於祭典中的屋台狂言和歌舞伎等活動，施行了約有十年的活動禁制令。到了1809年之後，才重新恢復秩父夜祭的原貌。1906年，祭典中首次加入煙火的活動，大正年間更擴及至秩父公園，此後煙火活動成為秩父夜祭的重要特色。在1948年後，煙火活動移至羊山進行，除了祭典的儀式、遊行外，又增加了新的觀光景點。